# 黄色い麦わら帽子
「黄色い麦わら帽子」（きいろいむぎわらぼうし）は、日本のポップス歌手・松崎しげるが1972年に発表した楽曲。

## 解説
本曲は1972年、江崎グリコ『グリコアーモンドチョコレート』のコマーシャルソングとして制作されたもので、関東学院大学在学中にソングライターの浜口庫之助に弟子入りし、大学卒業と共に作詞家を目指したちあき哲也のデビュー作でもある。
ちあき哲也は湘南海岸育ち（神奈川県藤沢市出身）であり、ちあき自身の言によれば「江ノ島と茅ヶ崎が見える鵠沼の海がぼくの世界だった。その風景を歌詞にした」のが本曲であったと云う。
歌唱した松崎しげるは同じくグリコのコマーシャルソングであった「君は何をおしえてくれた」に続く本曲のスマッシュ・ヒットで知名度を得る。
B面の「陽はまた昇る」は、当時東京放送のドラマディレクターであった久世光彦が“小谷夏”の筆名で作詩を手掛けた曲であった。

## 収録曲
1. 黄色い麦わら帽子（GAM-6）

作詩：ちあき哲也、作曲：中村泰士、編曲：高田弘
1. 陽はまた昇る

作詩：小谷夏、作曲：小林亜星、編曲：葵まさひこ